# Boogschieten op de Olympische Zomerspelen 2000
Boogschieten is een van de sporten die beoefend werden tijdens de Olympische Zomerspelen 2000 in Sydney.

## Heren

### individueel
| rang   | sporter                | land |
| ------ | ---------------------- | ---- |
| Goud   | Simon Fairweather      | AUS  |
| Zilver | Vic Wunderle           | USA  |
| Brons  | Wietse van Alten       | NED  |
| 4      | Magnus Petersson       | SWE  |
| 5      | Kim Chung-tae          | KOR  |
| 6      | Oh Kyo-moon            | KOR  |
| 7      | Balzjinima Tsyrempilov | RUS  |
| 8      | Sébastien Flute        | FRA  |

### team
| rang   | sporters                                           | land |
| ------ | -------------------------------------------------- | ---- |
| Goud   | Kim Chung-tae Oh Kyo-moon Jang Yong-ho             | KOR  |
| Zilver | Matteo Bisiani Ilario di Buò Michele Frangilli     | ITA  |
| Brons  | Butch Johnson Rod White Vic Wunderle               | USA  |
| 4      | Balzjinima Tsyrempilov Joeri Leontiev Bair Badenov | RUS  |
| 5      | Hasan Orbay Serdar Satir Ozdemir Akbal             | TUR  |
| 6      | Magnus Petersson Niklas Eriksson Mattias Eriksson  | SWE  |
| 7      | Vadim Sjikarev Stanislav Zabrodski Aleksandr Li    | KAZ  |
| 8      | Sergej Antonov Igor Parchomenko Viktor Koertsjenko | UKR  |

## Dames

### individueel
| rang   | sporter          | land |
| ------ | ---------------- | ---- |
| Goud   | Yun Mi-jin       | KOR  |
| Zilver | Kim Nam-soon     | KOR  |
| Brons  | Kim Soo-nyung    | KOR  |
| 4      | Choe Ok Sil      | PRK  |
| 5      | Sayoko Kawauchi  | JPN  |
| 6      | Natalia Bolotova | RUS  |
| 7      | Natalia Valeeva  | ITA  |
| 8      | Joanna Nowicka   | POL  |

### team
| rang   | sporters                                               | land |
| ------ | ------------------------------------------------------ | ---- |
| Goud   | Yun Mi-jin Kim Nam-soon Kim Soo-nyung                  | KOR  |
| Zilver | Natalia Boerdejna Jelena Sadovnytsja Katerina Serdjoek | UKR  |
| Brons  | Barbara Mensing Cornelia Pfohl Sandra Wagner-Sachse    | GER  |
| 4      | Elif Altınkaynak Zekiye Satır Natalia Nasaridze        | TUR  |
| 5      | Karen Scavotto Denise Parker Janet Dykman              | USA  |
| 6      | He Ying Yang Jianping Yu Hui                           | CHN  |
| 7      | Natalia Valeeva Cristina Ioriatti Irene Franchini      | ITA  |
| 8      | Wen Chia-Ling Liu Pi-Yu Lin Yi-Yin                     | TPE  |

## Medaillespiegel
| rang   | land             | goud | zilver | brons | totaal |
| ------ | ---------------- | ---- | ------ | ----- | ------ |
| 1      | Zuid-Korea       | 3    | 1      | 1     | 5      |
| 2      | Australië        | 1    | 0      | 0     | 1      |
| 3      | Verenigde Staten | 0    | 1      | 1     | 2      |
| 4      | Italië           | 0    | 1      | 0     | 1      |
| 4      | Oekraïne         | 0    | 1      | 0     | 1      |
| 6      | Duitsland        | 0    | 0      | 1     | 1      |
| 6      | Nederland        | 0    | 0      | 1     | 1      |
| totaal | totaal           | 4    | 4      | 4     | 12     |

Parijs 1900 · 
St. Louis 1904 · 
Londen 1908 · 
Antwerpen 1920 · 
München 1972 · 
Montréal 1976 · 
Moskou 1980 · 
Los Angeles 1984 · 
Seoel 1988 · 
Barcelona 1992 · 
Atlanta 1996 · 
Sydney 2000 · 
Athene 2004 · 
Peking 2008 · 
Londen 2012 · 
Rio de Janeiro 2016 · 
Tokio 2020 · 
Parijs 2024 · 
Los Angeles 2028
Medaillewinnaars 
Atletiek · Badminton · Basketbal · Boksen · Boogschieten · Gewichtheffen · Gymnastiek · Handbal · Hockey · Honkbal · Judo · Kanovaren · Moderne vijfkamp · Paardensport · Roeien · Schermen · Schietsport · Schoonspringen · Softbal · Synchroonzwemmen · Taekwondo · Tafeltennis · Tennis · Triatlon · Voetbal · Volleybal · Waterpolo · Wielersport · Worstelen · Zeilen · Zwemmen